# Adelius rudnikovi
Adelius rudnikovi är en stekelart som först beskrevs av Perepechayenko 1994.  Adelius rudnikovi ingår i släktet Adelius och familjen bracksteklar. Inga underarter finns listade i Catalogue of Life.